# Escola de Treino de Voo Elementar N.º 5 da RAAF
A Escola de Treino de Voo Elementar N.º 5 foi uma unidade de treino da Real Força Aérea Australiana (RAAF) que operou durante a Segunda Guerra Mundial. Foi uma de doze escolas de treino de voo elementar criadas pela RAAF para providenciar instrução introdutória a recrutas da RAAF para mais tarde se tornarem pilotos. Fez parte do esforço de guerra australiano sob os termos do Esquema de Treino Aéreo do Império. A Escola de Treino de Voo Elementar N.º 5 foi estabelecida em Junho de 1940 em Narromine, Nova Gales do Sul, e começou por operar aviões Tiger Moth. A escola foi dissolvida em Junho de 1944, depois de por ela terem passado mais de 3700 estudantes.

## História
A instrução de voo na Real Força Aérea Australiana sofreu profundas modificações com o despoletar da Segunda Guerra Mundial, devido ao grande aumento de voluntários que se queriam tornar tripulantes aéreos e também devido à participação da Austrália no Esquema de Treino Aéreo do Império. A unidade de treino de pilotagem da força aérea antes da guerra, a Escola de Treino de Voo N.º 1 na Estação de Point Cook, em Vitória, foi substituída entre 1940-41 por doze escolas de treino de voo elementar e oito escolas de treino de voo de serviço. As escolas de treino de voo elementar providenciavam um curso de voo de doze semanas aos alunos que se graduavam em alguma das escolas de treino inicial da RAAF. O treino de voo era composto por duas fases: a primeira tinha a duração de quatro semanas (incluindo 10 horas de voo) para determinar quais os alunos capazes de se tornarem pilotos. Aqueles que conseguissem ser nomeados passavam de seguida por mais oito semanas (incluindo 65 horas de voo) na escola. Os pilotos que concluíssem com sucesso este curso eram transferidos para uma escola de treino de voo de serviço na Austrália ou no Canadá, para receberem a próxima fase de instrução como aviadores militares.

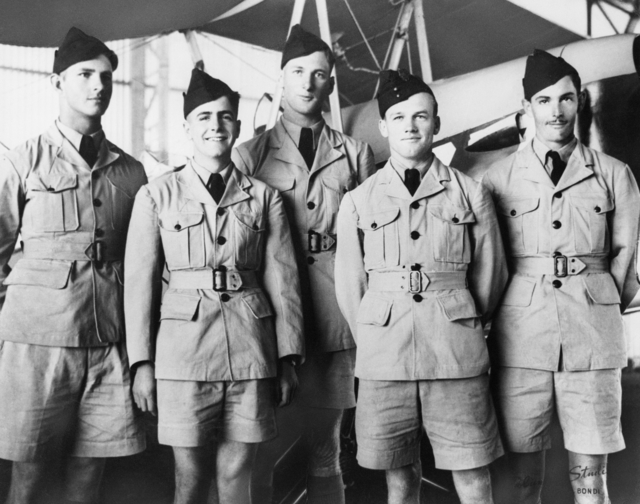
Estudantes da escola, incluindo Ron Middleton (o primeiro à direita), que mais tarde foi condecorado com a Cruz Vitória

A Escola de Treino de Voo Elementar N.º 5 foi formada em Narromine, Nova Gales do Sul, no dia 24 de Maio de 1940, e ficou subordinada ao Comando da Área Central, cujo quartel-general localizava-se em Sydney. O seu comandante inaugural foi o Líder de esquadrão T. C. Curnow, que anteriormente havia comandado a Escola de Treino de Voo Elementar N.º 2 em Archerfield, Queensland. O aeródromo onde a Escola de Treino de Voo Elementar N.º 5 ficou sediada era a casa do Aero Clube de Narromine, tendo sido ocupado pela RAAF. Vinte aviões de Havilland Tiger Moth, vindos de Laverton, chegaram no dia 24 de Junho para fazer parte da frota da escola, e os treinos de voo começaram três dias depois quando a primeira leva de quarenta e seis estudantes chegou da Escola de Treino Inicial N.º 1. No espaço de um mês, o número de alunos aumentou para noventa e quatro, enquanto a força da escola era composta por 346.

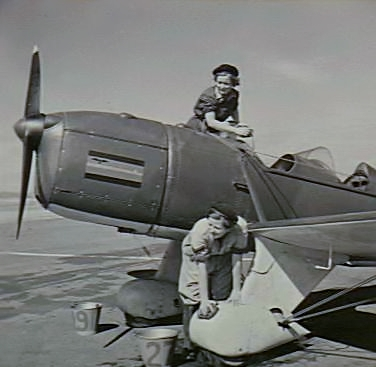
Tripulantes de terra da WAAAF, na Escola de Treino de Voo Elementar N.º 5 a lavar o avião Ryan Aeronautical do instrutor-chefe

No dia 30 de Junho de 1940, apenas um dos quatro hangares solicitados pela Escola de Treino de Voo Elementar N.º 5 estavam construídos. As infraestruturas de acomodação eram, segundo o livro de operações da unidade, "sombrios e deprimentes", e as deficiências nos equipamentos eram "demasiado numerosas para enumerar". As condições primitivas significavam que o pessoal sofria num ambiente pouco propício a uma boa saúde, sofrendo com o calor no verão e com o frio no inverno. Os treinos de voo em Narromine também eram ocasionalmente cancelados devido ao mau tempo, particularmente pelo vento e pela chuva forte que inundava o aeródromo. Os acidentes nas escolas de treino de voo elementar eram frequentes, apesar de nem todos os acidentes resultassem em fatalidades. No dia 3 de Agosto de 1940, um instrutor e o seu aluno da Escola de Treino de Voo Elementar N.º 5 faleceram quando o seu Tiger Moth caiu, possivelmente devido a uma falha humana aquando de um treino de aterragens forçadas. No final do mês de Agosto, a escola já operava um dos dois simuladores Link Trainer solicitados.
Em 30 de Setembro de 1940, a força da escola totalizava 467 indivíduos, dos seus 114 eram estudantes. Um estudante faleceu e outros cinco ficaram feridos quando, no dia 11 de Novembro, uma varanda do Hotel Federal colapsou. No dia 3 de Dezembro, um instrutor faleceu e o seu aluno ficou ferido quando o seu Tiger Moth caiu depois de evitar uma colisão contra outra aeronave. Mais tarde no mesmo mês, o Líder de esquadrão Roy King, um ás da aviação no Australian Flying Corps durante a Primeira Guerra Mundial, assumiu o comando da escola, servindo até Junho de 1941. Nesta altura, cerca de 500 pupilos haviam-se graduado na Escola de Treino de Voo Elementar N.º 5; a taxa de insucesso era de quase 20%. Entre os alunos que se graduaram na escola, destaca-se o nome de Ron Middleton, que posteriormente foi transferido para a Real Força Aérea e combateu na Europa, tendo sido condecorado, depois de falecer, com a Cruz Vitória, devido às suas acções heróicas enquanto pilotava um bombardeiro Short Stirling em Novembro de 1942.
O treino de voo nocturno começou em Julho de 1941. No dia 30 de Abril de 1942, a força da escola era composta por 845 elementos, dos quais 319 eram estudantes, tendo este aumento sido provocado pela chegada à unidade de militares e estudantes da Escola de Treino de Voo Elementar N.º 2 e da Escola de Treino de Voo Elementar N.º 6 em Tamworth, Nova Gales do Sul, as quais haviam sido dissolvidas em Março. Em Julho de 1943, a força da escola era de cerca de 748, incluíndo trinta e três membros da Women's Auxiliary Australian Air Force (WAAAF); a unidade operava uma frota de 87 aviões Tiger Moth e um Ryan Aeronautical. Em Abril de 1944, os numeros da WAAAF chegaram aos 84 de uma força total de 703; a frota de aeronaves consistia em 86 aviões Tiger Morth, dos quais apenas 71 estavam operacionais, e dois aviões CAC Wackett, dos quais nenhum estava operacional. Depois de o curso n.º 48 terminar em 15 de Junho de 1944, as operações na escola foram encerradas. Três outros cursos que eram para vir para esta escola acabaram por ir para outras escolas de treino de voo elementar. No dia 25 de Junho, todos os aviões Tiger Moth da escola foram transferidos para outras unidades. Um total de 3734 estudantes passaram pela Escola de Treino de Voo Elementar N.º 5, dos quais apenas 2850 foram graduados como pilotos.